# تيلوريد الكادميوم
 تيلوريد كادميوم تلوريد له الصيغة CdTe، ويكون على شكل مسحوق بلوري أسود.

## الخواص

### الكيميائية
إن مركب تيلوريد الكادميوم عديم الانحلال في الماء، لكن يمكن أن تحدث لبلوراته عملية تنميش بواسطة العديد من الأحماض، مثل حمض الهيدروكلوريك أو حمض الهيدروبروميك، حيث ينطلق غاز تيلوريد الهيدروجين السام. يكون لبلورات تيلوريد الكادميوم بنية مكعبة، لها المجموعة الفراغية F43m.

### الفيزيائية
يكون ثابت الشبكة البلورية لتيلوريد الكادميوم 0.648 نم عند 300 كلفن، في حين أن معامل يونغ له يبلغ 52 غيغا باسكال، أما نسبة بواسون فهي 0.41.
بالنسبة للخواص الحرارية للمادة عند الدرجة 293 كلفن، فإن الناقلية الحرارية لتيلوريد الكادميوم فتبلغ 6.2 واط.م/م2.كلفن، أما السعة الحرارية فهي 210 جول/كغ.كلفن، في حين أن معامل التمدد الحراري 5.9×10−6/كلفن 

### البصرية والإلكترونية
يكون تيلوريد الكادميوم شفافاً في مجال الأشعة تحت الحمراء، وذلك بدءاً من طاقة فجوة النطاق والتي تصل إلى 1.44 إلكترون فولت عند 300 كلفن،  والتي توافق طول موجة قدره 860 نانومتر، إلى أطوال موجات أكبر من 20 ميكرومتر، كما أن له خاصة فلورية عند 790 نانومتر. عند تحضير بلورات تيلوريد الكادميوم ضمن أبعاد النانو، فإن المركب يصبح نقطة كم، وتنزاح قمة الفلورية عبر المجال المرئي إلى مجال الأشعة فوق البنفسجية.

## الاستخدامات
يستخدم تيلوريد الكادميوم كمادة لصنع الخلايا الشمسية، حيث أنها غالباً ما توضع بين طبقتين من كبريتيد الكادميوم لتشكل خلية شمسية ذات وصلة موجبة سالبة. كما أنه يدخل في تركيب رقائق الخلايا الشمسية Thin film solar cell، والتي تمتاز بأنها اقتصادية من حيث تكاليف التصميم، لكنها أقل كفاءة من عديد السيليكون polysilicon.
يمكن لتيلوريد الكادميوم أن يشكل سبيكة مع الزئبق ليعطي تيلوريد كادميوم زئبق HgCdTe والمستخدم لتصنيع مكشاف تحت الأحمر Infrared detector. كما يمكن لتيلوريد الكادميوم أن يشكل سبيكة مع الزنك لتعطي تيلوريد كادميوم زنك HgCdTe، والذي يمتاز بأنه مكشاف جيد جداً لأشعة غاما والأشعة السينية.
بالتالي فإن تيلوريد الكادميوم يمكن أن يستعمل كمكشاف لعدة تطبيقات في المطيافية النووية، وذلك عند درجة حرارة الغرفة.

## روابط خارجية
- CdTe page on the web-site of the Institute of Solid State Physics of the Russian Academy of Sciences (html)
- Optical properties University of Reading, Infrared Multilayer Laboratory
- CdTe: single crystals, grown by HPVB and HPVZM techniques; windows, substrates, electrooptical modulators. Infrared transmittance spectrum. MSDS.
- National Pollutant Inventory – Cadmium and compounds
- MSDS at ISP optics.com (doc)
- MDSD at espimetals.com (pdf)
- Material Safety data Sheet on isp optics web site (MS Word doc)